# Shunpei Ueyama
Shunpei Ueyama (上山 春平, 6 janvier 1921 préfecture de Wakayama – août 2012 à Minoyama) est un philosophe japonais associé à l'école de Kyoto d'après guerre. Il est diplômé en philosophie de l'Université de Kyoto en 1943, et suit un entraînement de torpille humaine kamikaze (gyorai:魚雷). Son principal intérêt professionnel dans la philosophie concerne la logique, et le pragmatisme américain, en particulier avec ses pères fondateurs Charles Sanders Peirce, William James et John Dewey. Il est professeur émérite à l'Université de Kyoto.

## Œuvres
- Ueyama Shunpei Chosakushū, Hōzōkan, Tokyo, 10 volumes
- Rekishi bunseki no hōhō, San'ichi Shobō, Tokyo 1962
- Benshōhō no keifu, Miraisha, Tokyo 1963
- Meiji ishin no bunseki shiten, Kōdansha, Tokyo 1968
- Nihon no shisō, Kōbundō, Tokyo 1965
- Kamigami no taikei, 2 vols Chūō Kōronsha, Tokyo 1972,1975
- Rekishi to kachi, Iwanami Shoten, Tokyo 1972
- Uzumoreta kyozō, Iwanami Shoten, Tokyo 1977
- Tetsugaku no tabi kara, Asahi Shinbunsha, Tokyo 1979
- Dai Tōa sensō no isan, Chūkō Sōsho, Tokyo 1972
- (avec Takeshi Umehara Nihongaku no kotohajime Shogakkan
- (avec Sasaki Kōmei et Nakao Sasuke Shōyō-jurin bunka, Iwanami Shoten, Tokyo 2 vols, 1969,1976
- (avec Kajiyama Yūichi(梶山雄一) )Bukkyō shisō, Chūō Kōronsha, Tokyo 1974